# Польський оборонний холдинг
Польський оборонний холдинг (раніше «Bumar») (пол. Polski Holding Obronny sp. z o.o.) — польське товариство з обмеженою відповідальністю, що належить до оборонної промисловості.
PHO sp.z o.o. є торговельною компанією з понад 45-річним досвідом спеціальної торгівлі, організації виробництва та проведення складних довгострокових стратегічних програм у сфері модернізації або постачання систем озброєння для польської армії та на експорт. Це найбільший польський експортер військової техніки.
До 2014 року Polski Holding Obronny (раніше Bumar Group) була капітальною групою, яка об'єднувала понад 20 компаній польської оборонної промисловості в Польщі та за кордоном, а отже, найбільшим виробником і постачальником озброєння в Польщі.
У 2014 році 20 компаній, що входять до PHO, були об'єднані під назвою Польська зброярська група, заснованою Радою Міністрів. У 2020 році холдинг володів 28,88 % акцій Polska Grupa Zbrojeniowa — національного оборонно-промислового концерну, що об'єднує понад 60 компаній.
Polski Holding Obronny працює на зовнішніх ринках понад 45 років. Основним предметом цієї діяльності було польське озброєння, а також цивільна техніка, зокрема сільськогосподарська техніка та обладнання для гірничодобувної та залізничної промисловості.

## Історія (PHO) 1971-2015

### Зовнішньоторговельне підприємство «Bumar». 1971-1983 роки
Зовнішньоторговельне підприємство «Bumar» було створено 1 січня 1971 року на підставі наказу Міністра зовнішньої торгівлі № 92 від 18 грудня 1970 року про надання дозволу Союзу будівельної промисловості «Bumar» на здійснення зовнішньоекономічної діяльності шляхом відокремлення зовнішньої торгівлі. підприємство в структурі профспілки. Przedsiębiorstwo Handlu Zagranicznego Bumar було створено в результаті злиття Бюро будівельних машин Головного офісу зовнішньої торгівлі Polimex з координаційною компанією Dostaw Eksportowych Bumex.
2 січня 1971 року ПХЗ Бумар було внесено до реєстру державних підприємств розділ А під реєстраційним номером 853. З цього дня воно набуло статусу юридичної особи. Відповідно до положень реєстру діяльність компанії була така:
- Експорт та імпорт будівельної техніки,
- Експорт та імпорт технологічних ліній під управлінням Союзу будівельної техніки Бумар,
- Імпорт та кооперативний експорт для потреб галузі будівельного машинобудування та пов'язаний із виконанням ліцензійних та кооперативних угод для цієї галузі,
- Постачання вітчизняним замовникам будівельної техніки та обладнання, а також технологічних ліній з виробництва підприємств, об'єднаних в Бумарський союз будівельної техніки, та з імпорту,
- Постачання на узгоджених умовах для генеральних постачальників комплектних засобів для промисловості будівельних матеріалів, промисловості кольорових металів,
- Експорт та імпорт документації, ліцензій та послуг,
- Комерційне обслуговування зовнішніх ринків (маркетинг),
- Технічна служба продажу (технічна служба).

У польському економічному ландшафті на початку 1970-х років монополія зовнішньоторговельних центрів почала хитатися. Промисловість претендувала на право на незалежність і право на власну зовнішньоторговельну політику. Виразом таких прагнень стало створення зовнішньоторговельного підприємства «Bumar» у січні 1971 року в рамках Союзу промисловців будівельних машин «Bumar».

### PHZ Bumar як комерційна, юридична компанія 1983-1989 роки
Політичні та економічні перетворення 1980-х років призвели до серйозних змін у існуючих галузевих структурах польської промисловості. 30 червня 1982 р. згідно із змінами до закону про державні підприємства, які отримали т.зв. 3S - за незалежність, самоврядування та самофінансування ліквідовано Спілку промисловості будівельних машин. Були створені й інші організаційні структури. У зовнішньоторговельному обороті спостерігається відхід від директивної, наказової системи планування.
31 травня 1983 р. у Варшаві нотаріальним актом Rep. A-IV ~ 5775/83 було створено товариство з обмеженою відповідальністю Przedsiębiorstwo Handlu Zagranicznego Bumar, яке стало правонаступником Przedsiębiorstwo Handlu Zagranicznego Bumar.
PHZ Bumar Sp. z o.o. Рішенням суду від 02.09.1983 р. внесено до комерційного реєстру під номером RHBXC11.13670 з предметом діяльності:
- Діяльність міжнародної торгівлі, зокрема у сфері будівельної та дорожньої техніки та її частин, а також усі пов'язані види діяльності, такі як: сервісна діяльність, технічне обслуговування машин, кооперація, експорт та імпорт технічних ідей, лізинг тощо для здійснення іноземних торгівля, що випливає з чинного законодавства та отримані поступки,
- Комерційна діяльність у внутрішній торгівлі, в межах предмета, зазначеного в п.п Причому обидва пов’язані з діяльністю в міжнародній торгівлі та незалежною діяльністю.

Зрештою, PHZ «Bumar», як державне підприємство, наказом Міністра зовнішньої торгівлі від 27 жовтня 1983 року № 43 було ліквідовано.
Початки діяльності PHZ «Bumar» були пов’язані лише з комерційним обслуговуванням продукції цивільної важкої промисловості – машин та пристроїв виробництва Спілки будівельного машинобудування «Bumar», Спілки будівельних механізаторів «Зремб», Правління «Zakłady Budowy i Repair Maszyn Drogowych Madro».
У 1970-1980-х роках вартість експорту PHZ «Bumar» зросла з 67,8 млн доларів США до 606 млн доларів США, тобто майже в 9 разів. Особливим успіхом PHZ Bumar у 1971-1983 роках було встановлення тісної співпраці - також за ліцензією - з компаніями з високорозвинених країн: Великобританії, США, Німеччини та Швеції. Це був випробувальний полігон, результатом якого стали знання та набуття сучасних технологій, запуск виробництва сучасних машин з найвищими якісними параметрами та комерційна співпраця з гігантами західного світу. Тим не менш, основними торговими партнерами PHZ Bumar були країни з т. зв рубльової зони.

### Реструктуризація Групи Bumar 2008–2013 роки
У січні 2010 року до складу Bumar Group було включено ще 6 промислових оборонних компаній. Урядова «Стратегія консолідації та розвитку промислового оборонного потенціалу на 2007-2012 роки» проклала шлях консолідації, визнавши Bumar sp. Z o.o. як провідна компанія зі створення національного концерну зброї під назвою Bumar Group. Стратегія також визначила підприємства, які мають бути об'єднані в Групу, та окреслила в графіку терміни її реалізації.
З 2008 року «Bumar», як материнська компанія, продовжувала виконання завдань, що випливають із положень Стратегії. Результатом цих заходів у 2008-2009 роках стала реструктуризація провідної компанії. Наступні роки до 2011 р. були періодом реструктуризаційних процесів у деяких компаніях, зокрема вимагали відновлювальних заходів. Водночас Бумар готувався до процесів консолідації Групи, а в довгостроковій перспективі — до консолідації з євроатлантичною промисловістю.

### Польський оборонний холдинг
Згідно з новою стратегією компанії, Bumar Group була проектом, який мав відповідати конкретним цілям: займатися реструктуризацією польської оборонної промисловості, зосередженої в групі, і за останні 10 років це завдання було виконано. Polski Holding Obronny відкрив новий розділ діяльності групи, спрямований на майбутнє, інновації та міжнародну та внутрішню співпрацю.
У 2013 році, після консолідаційних змін у групі капіталу, правління Bumar Group ухвалило рішення прийняти назву Polski Holding Obronny, а разом з ним і новий логотип. Правління Bumar sp.z o.o. 15 травня 2013 року прийняв постанову про зміну назви. 21 травня 2013 року Наглядова рада Bumar sp.z o.o. дав позитивний висновок щодо прийняття назви – Polski Holding Obronny.

## Підприємства холдингу

### Електроніка
- PCO SA — оптоелектроніка, приціли, прилади нічного бачення
- Bumar Elektronika SA — радіолокатори

### Боєприпаси
- Bumar Amunicja SA (MESKO), Скаржисько-Каменна
- Zakłady Chemiczne «NITRO-CHEM» SA, Бидгощ
- Bydgoskie Zakłady Elektromechaniczne «BELMA» SA, Бидгощ
- Zakłady Metalowe «DEZAMET» SA, Нова Демба
- «GAMRAT» Zakład Produkcji Specjalnej Sp. z o.o., Ясло
- «PZL-WARSZAWA II» Wytwórnia Sprzętu Komunikacyjnego SA, Варшава
- Centrum Rozwojowo — Wdrożeniowe Telesystem-Mesko Sp. z o.o.

### Бронетехніка
- «BUMAR — ŁABĘDY» Zakłady Mechaniczne SA, Глівіце — бронетехника
- «OBRUM» Ośrodek Badawczo — Rozwojowy Urządzeń Mechanicznych sp. z o.o., Глівіце
- Zakłady Mechaniczne „Tarnów” Тарнів — стрілецька зброя, бронетехніка.
- Fabryka Broni „Łucznik” Радом — стрілецька зброя.

### Інше
- «MASKPOL» Przedsiębiorstwo Sprzętu Ochronnego SA
- CENREX Sp. z o.o., Варшава
- CENZIN sp. z o.o., Варшава
- Stomil — Познань